# Moucharabieh
Le moucharabieh, moucharabié, également appelé  moucharaby (de l'arabe : مشربية, mašrabīya) est une cloison ajourée faite de panneaux en bois, bois tourné ou plaque de gypse, permettant une ventilation naturelle ou forcée, fréquemment utilisée dans l'architecture traditionnelle des pays arabes.
La réduction de la surface produite par le maillage du moucharabieh accélère le flux d'air ou de vent. Celui-ci peut être mis en contact avec des surfaces humides (ex. : bassins ou plats remplis d'eau) et diffuser un air rafraichi par l'évaporation dans le bâtiment ; « des jarres de terre cuite peuvent y être disposées à la fois pour refroidir l’eau contenue et l’air entrant ».

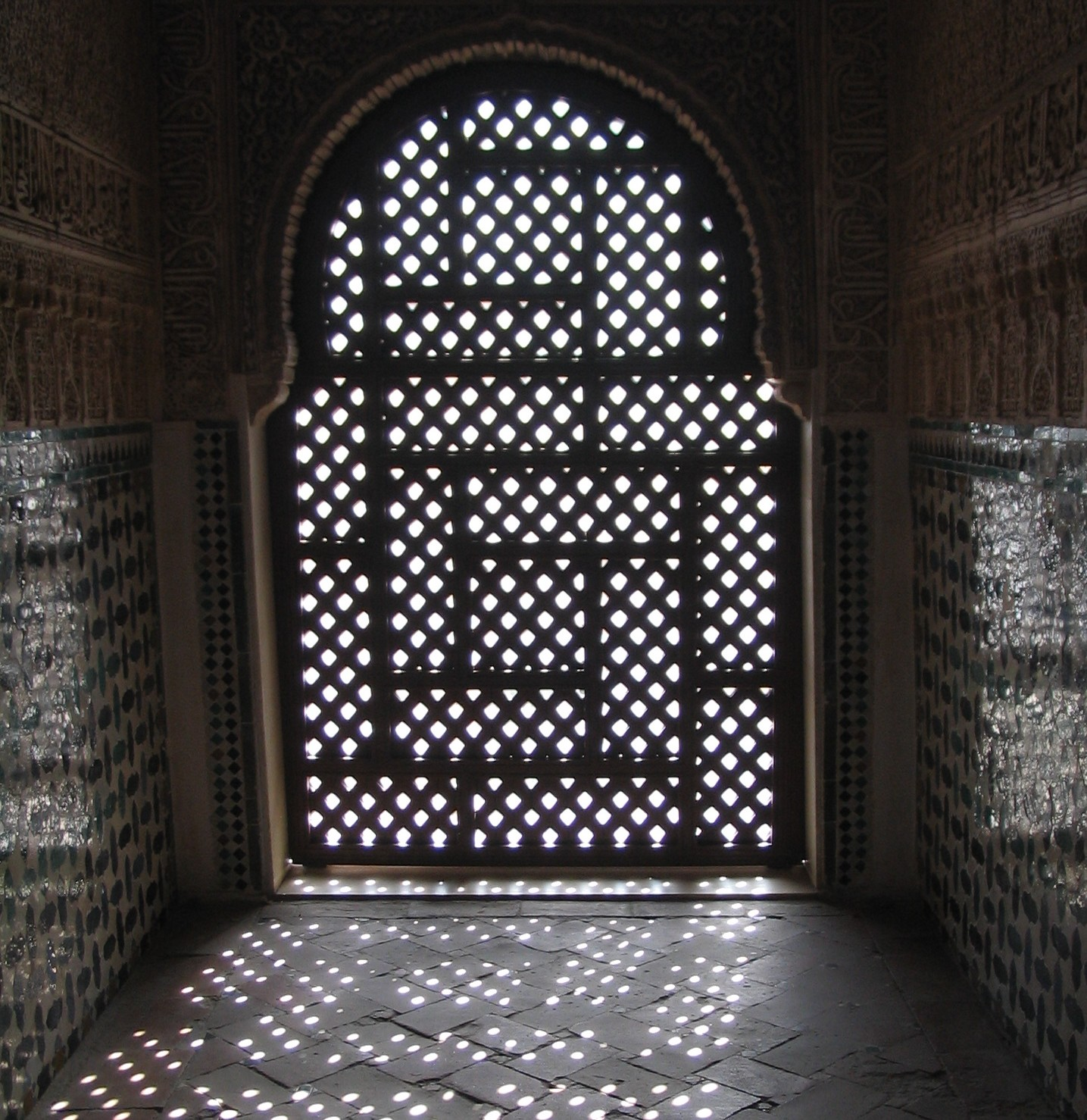
Arcade obturée par un moucharabieh, Alhambra de Grenade (Espagne).

Le moucharabieh atténue aussi la lumière extérieure trop vive, et il permet de voir sans être vu. Souvent présent dans les palais à côté des portes dérobées menant dans des antichambres et, dans le contexte de l'architecture islamique, il sert aussi à dérober les femmes aux regards.[réf. souhaitée]
Constitué généralement de petits éléments en bois tourné assemblés selon un plan géométrique, souvent complexe, le moucharabieh forme un grillage serré, esthétique, dont sont garnis les fenêtres, loggias et balcons, appelés alors ainsi par synecdoque. Cette technique elle-même, qui est également utilisée pour la fabrication de meubles, est également appelée ainsi.
La jalousie désigne un système de volets orientables permettant aux personnes situées à l'intérieur de la maison d'observer presque sans être vues.

## Étymologie
Le mot vient de l'arabe : مشربية, mašrabīya, qui dérive de la racine trilitère شرب (« š r b »), la même qui a donné sirop, sorbet et chorba, signifiant « boire ». Le mot vient de l'habitude de boire à l'ombre du moucharabieh où l'on plaçait des cruches (michraba) poreuses pour obtenir de l'eau fraîche par évaporation, à l'instar des gargoulettes ou  alcarazas.

## Égypte

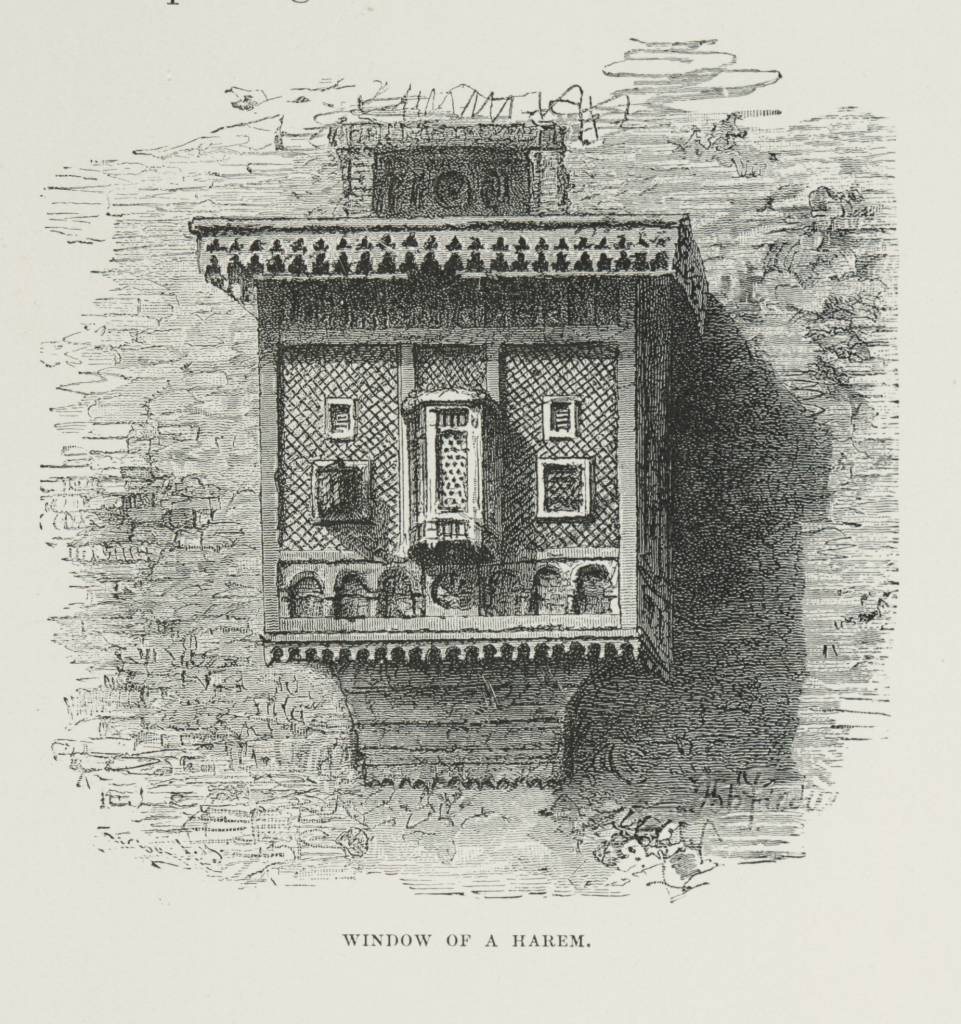
Fenêtre grillagée à moucharabieh dépassant du côté d'un bâtiment du harem, Égypte.

Cette forme particulière de sculptures sur bois était répandue dès le XIIIe siècle sous le règne du sultan mamelouk Kalaoun.[réf. souhaitée]
Ces fenêtres sont caractéristiques de l'architecture cairote des XVIIe et XVIIIe siècles.[réf. souhaitée]

## Andalousie

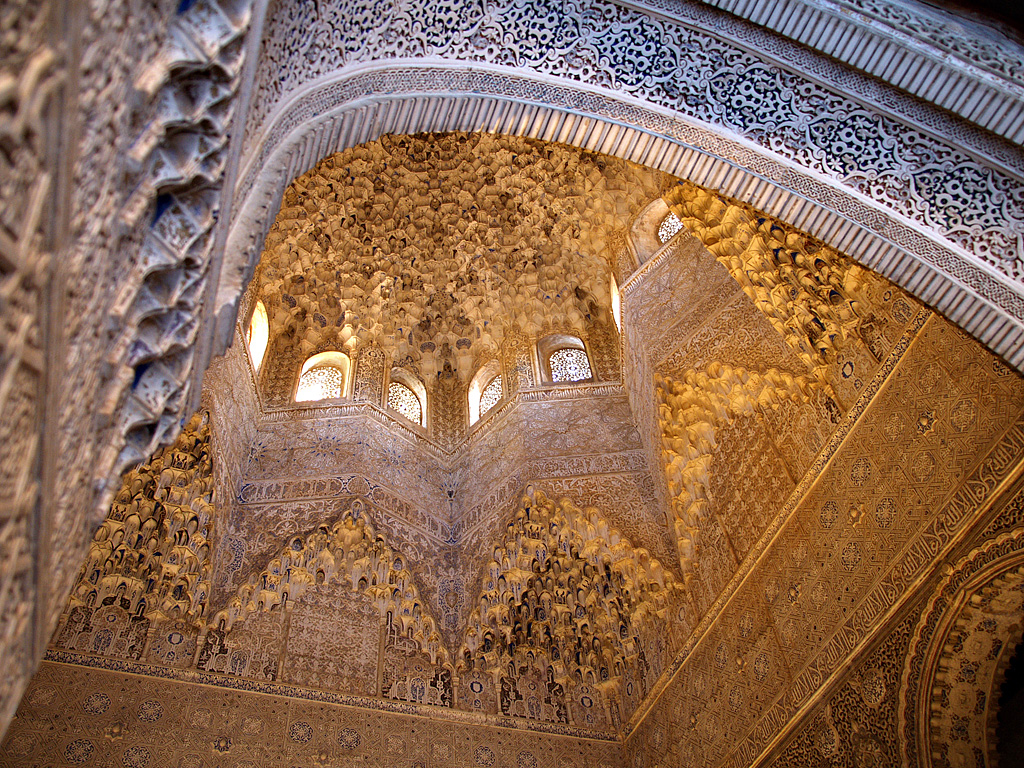
Voûtes de mocárabes des salles du palais du patio des Lions (art nasride).

En ce qui concerne les fenêtres à jalousies, l'usage et la typologie architecturale varient : les « fenêtres à jalousie » sont situées au niveau du plafond, sous les voûtes des coupoles.
Elles permettent de nimber les façades intérieures d'une douce luminosité provenant du plafond et éclairant les stucs de couleur bleu et rouge principalement. Les jalousies des palais nasrides sont des fenêtres recouvertes de décorations et de vitraux de couleur qui ne laissent filtrer à l'intérieur qu'une douce lumière tamisée, ne donnant qu'un éclairage minimal suffisant aux salles.
Le faible nombre d'ouvertures sur l'extérieur n'était pas qu'esthétique : c'était aussi le moyen de conditionner l'air à ce moment (les grandes portes des salles étaient maintenues fermées) afin de supporter la chaleur excessive des étés grenadins.
Cette implémentation fut développée dans l'Égypte des Mamelouks du XIIIe siècle, puis évolua en al-Andalus.[réf. souhaitée]
Elles sont situées dans les parties hautes des salles, sous les coupoles et éclairent de manière horizontale. Les ancillaires de l'Alhambra maintenaient les portes fermées pour se préserver de la chaleur extérieure, aussi l'éclairage des salles peintes, par la lumière modifiée des vitraux, donnait-il un effet de clair-obscur accentué radicalement différent de l'apparence actuelle ; ceci d'autant plus que la couleur des stucs de façade et de plafond est perdue.

## Exemples

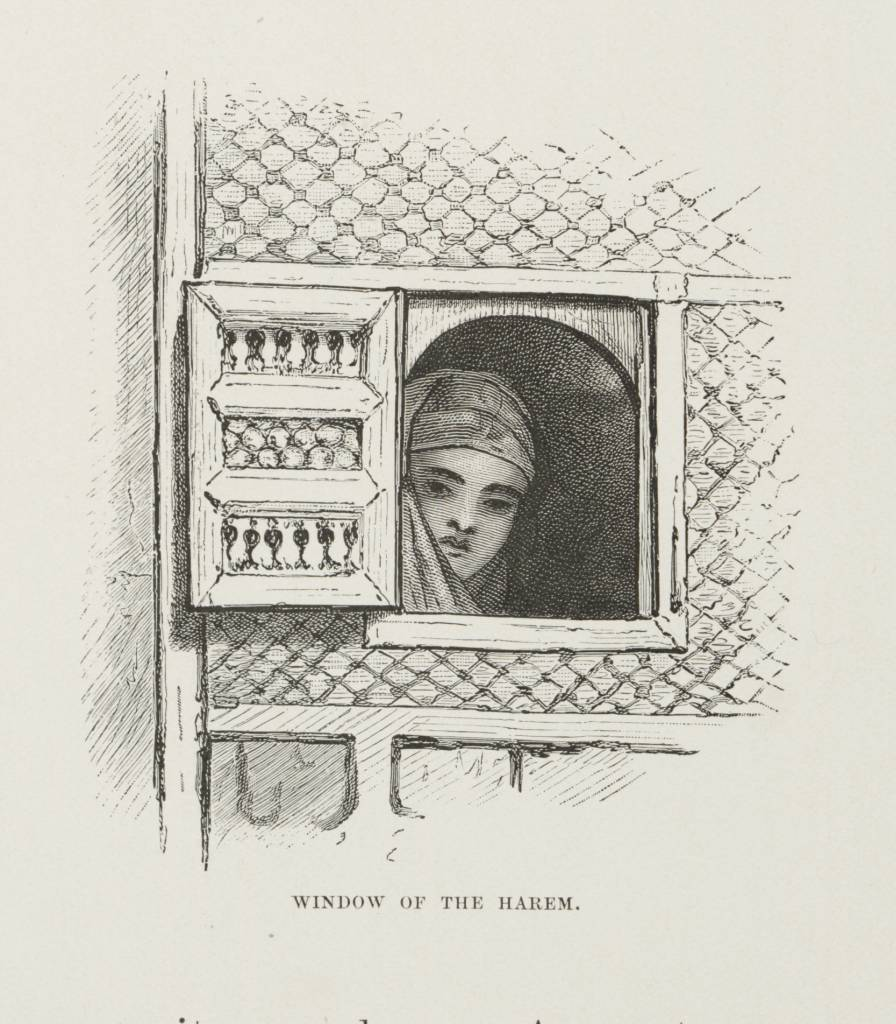
Ouverture d'un moucharabieh en Égypte, 1878.

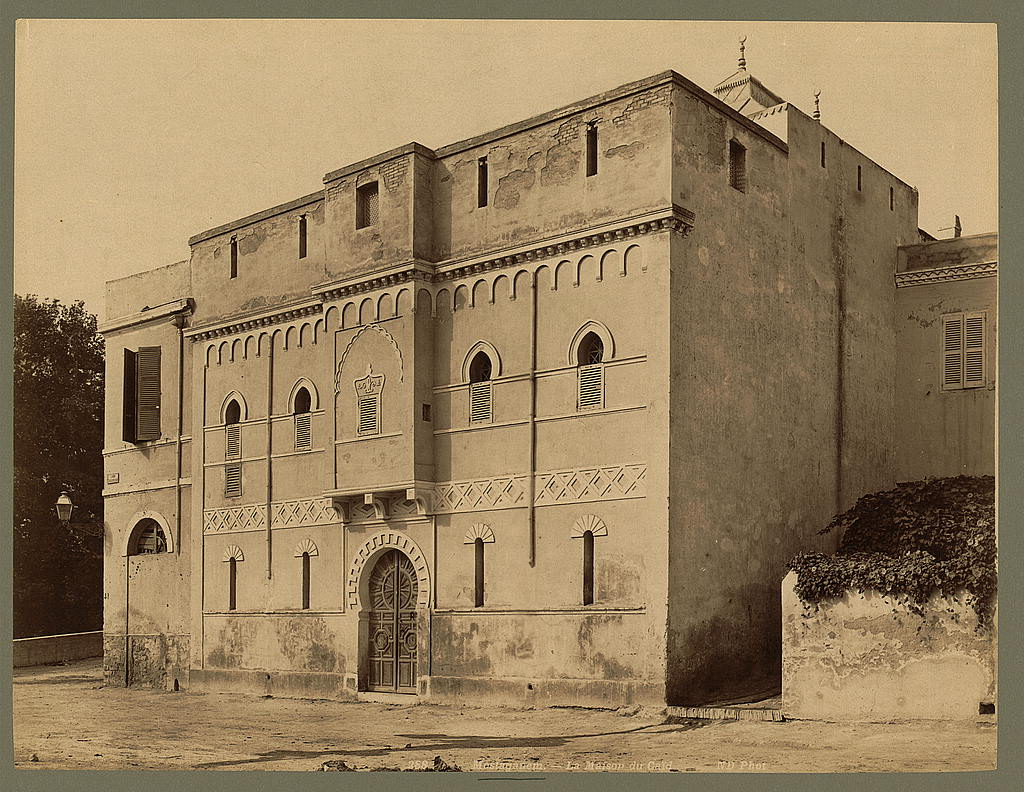
Ancienne maison d'un Caïd à Mostaganem en Algérie.
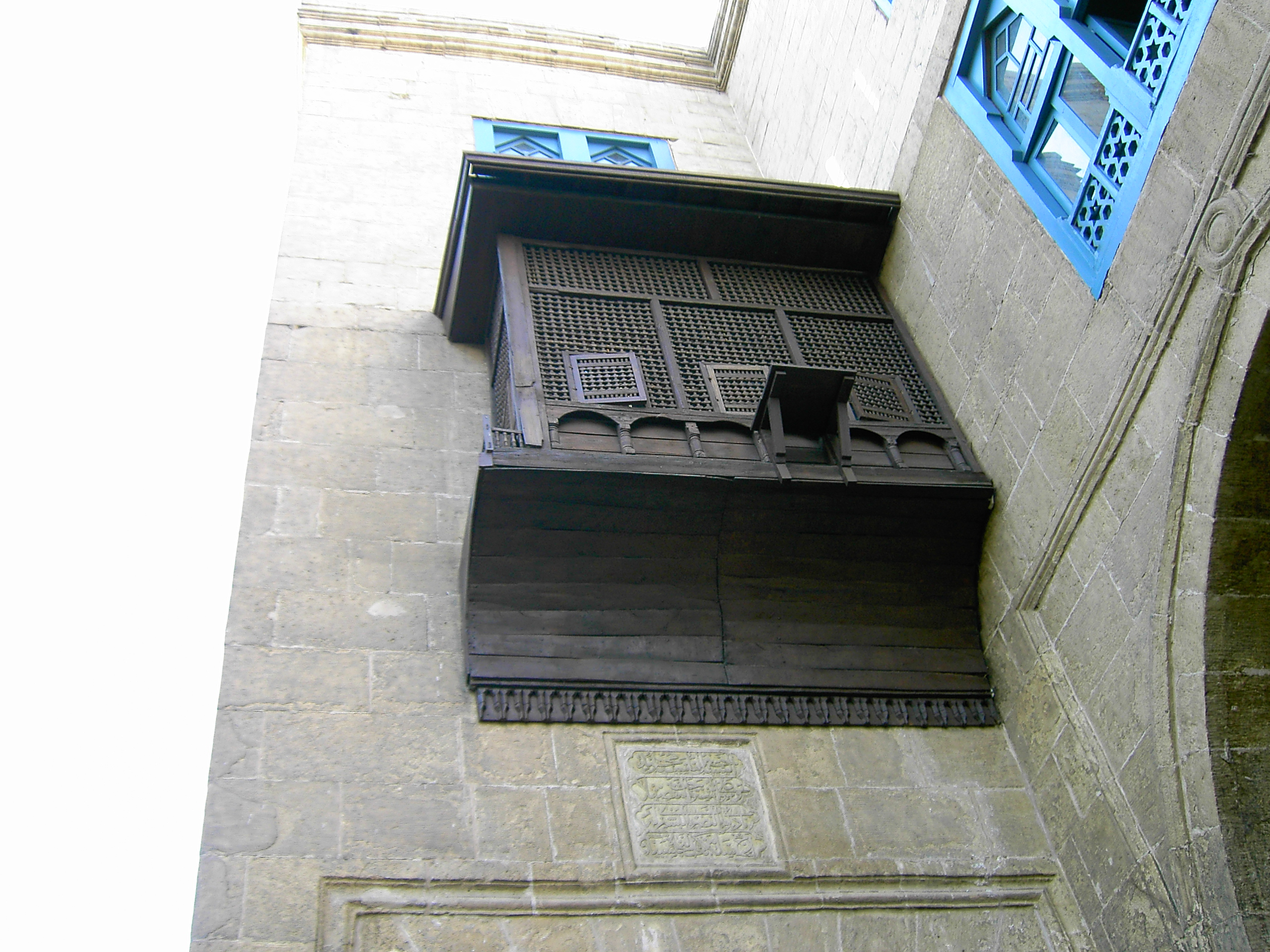
Le Caire (Égypte).
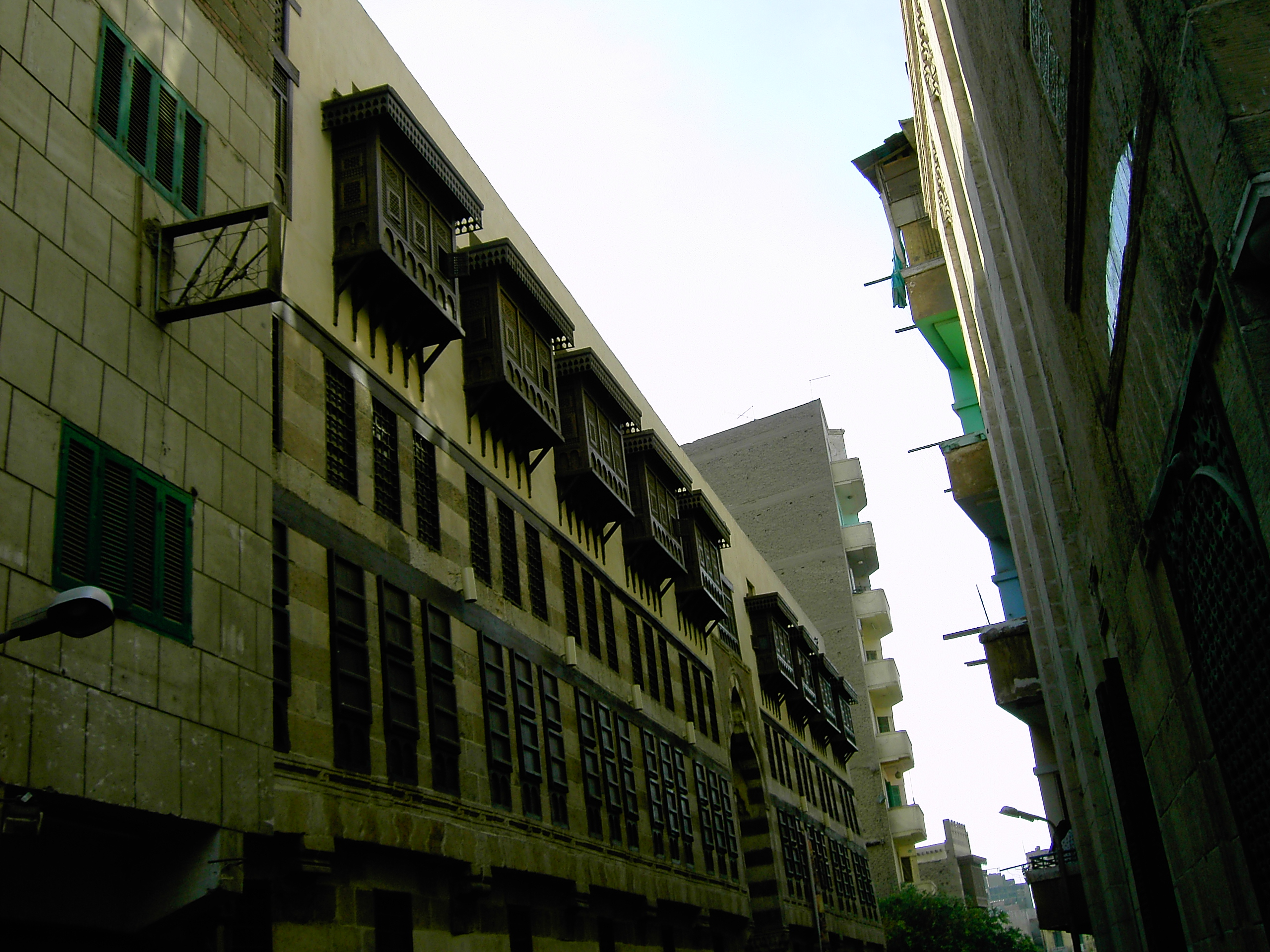
Rue du Caire (Égypte).
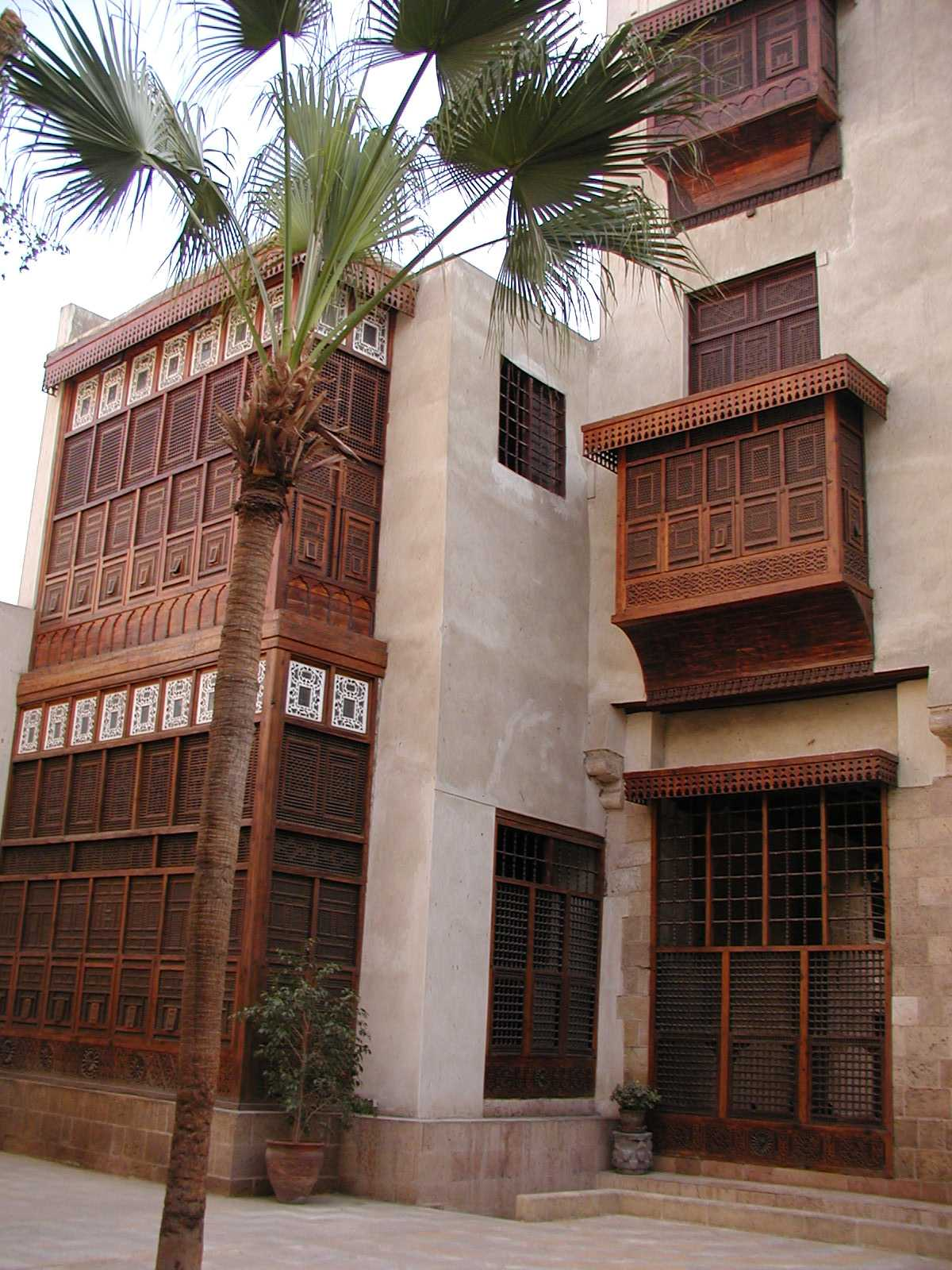
Le Caire, façade d'une villa moderne.
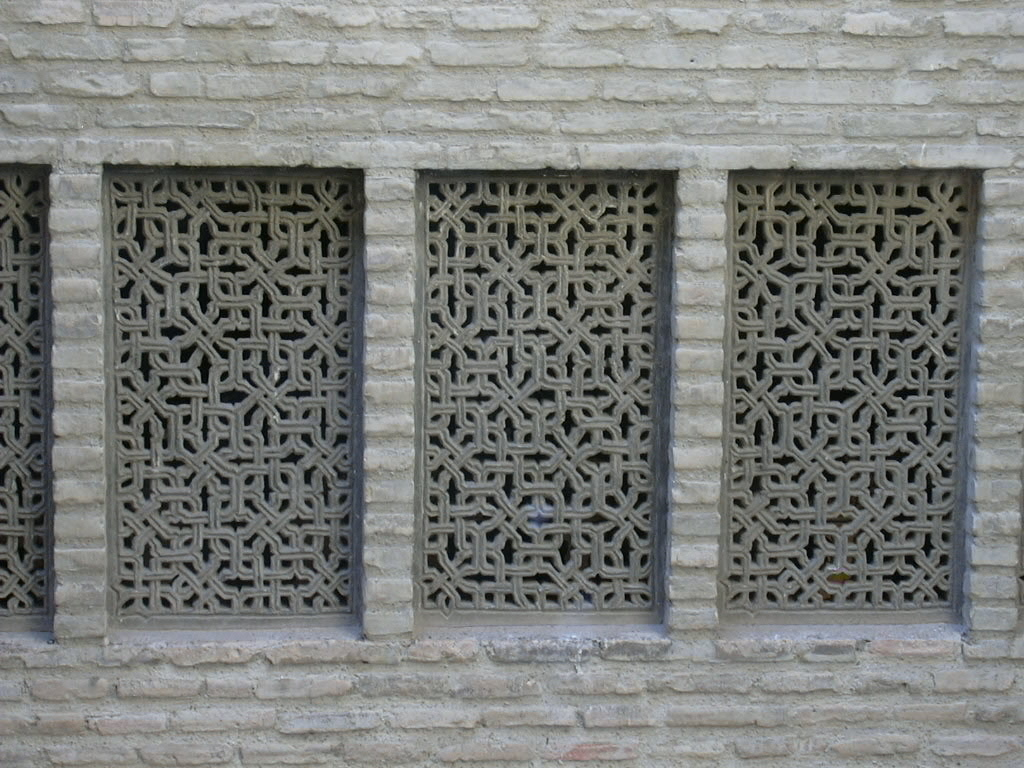
Palais de l'Aljaferia, Saragosse, (Espagne).
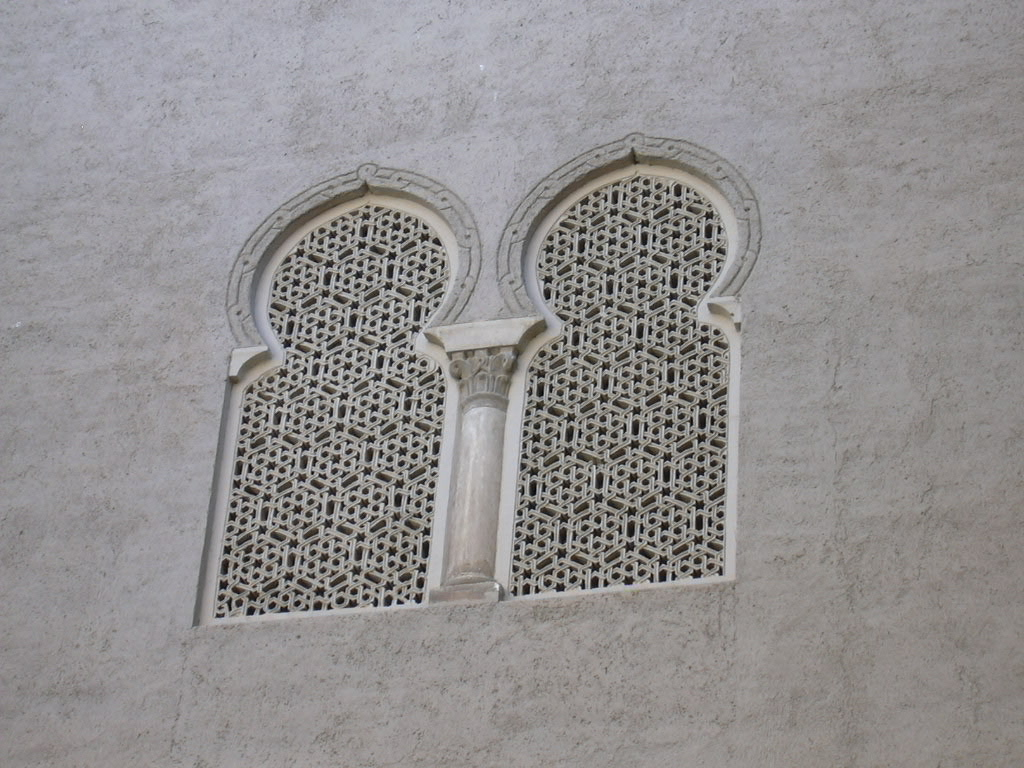
La Aljafería, Saragosse (Espagne).
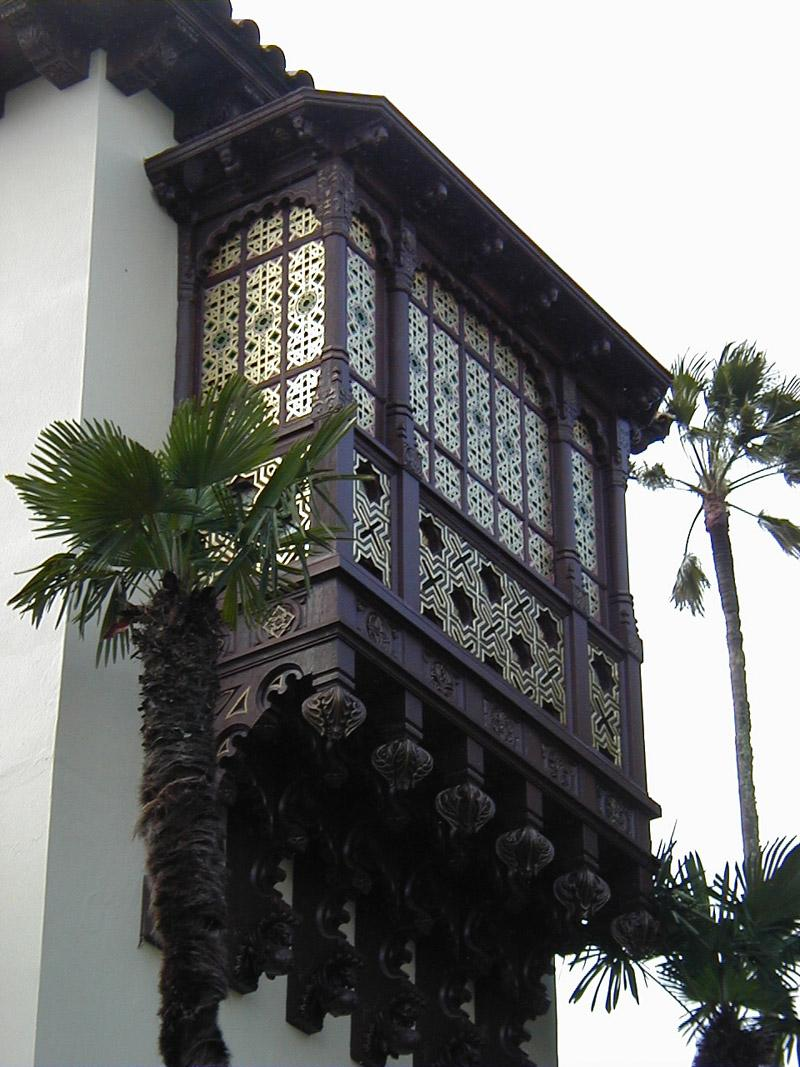
Hearst Castle (Californie, États-Unis) dans le style cairote.
Interprétation contemporaine à l'Institut du monde arabe de Paris, moucharabiehs détachés de leur fonction de ventilation.